# Dioscorea jamesonii
Dioscorea jamesonii är en enhjärtbladig växtart som beskrevs av Reinhard Gustav Paul Knuth. Dioscorea jamesonii ingår i släktet Dioscorea och familjen Dioscoreaceae. Inga underarter finns listade i Catalogue of Life.